# Marais filtrant
Un marais filtrant est en quelque sorte un marais artificiel, utilisé comme l'une des techniques d'épuration des eaux et éventuellement de dépollution des sols, en utilisant les plantes et la microflore bactérienne ou fongique qui leur est associée au travers du service écosystémique d'auto-épuration de ce milieu. Ce principe remplace également les procédés de stérilisation (chlore, stérilisateurs UV) dans les piscines biologiques. 

Le marais filtrant est un des modes de phytoremédiation. 

Il constitue souvent l'une des principales étapes des lagunages naturels. Le fond de certaines noues peuvent être aménagées suivant le modèle du marais filtrant.

## Description
Un marais filtrant est un espace artificiel ou naturel, doté d'une toile géotextile offrant une alternative aux fosses septiques, aux champs d'épuration et à une connexion aux réseaux d'égouts. La filtration se produit sous la surface du sol et le roseau filtre la charge organique et restitue l'oxygène dans l'eau ; elle permet ainsi de filtrer les matières organiques, les produits toxiques et contrer les algues bleues .
En zone tempérée ou à proximité des pôles, en hiver les feuilles des hélophytes sont moins actives ou meurent. Ce sont alors les algues et les bactéries qui sont le plus actives.
Parmi les plantes utilisées, citons : des roseaux, des lotus et des nénuphars.

### En France
Le plus grand marais filtrant de la France est situé dans le quartier de La Défense à Paris afin de filtrer les eaux de la Seine. Ce marais compte plus de 50 000 plantes. Chaque jour, ce sont 800 000 litres d'eaux contaminées qui sont filtrés dans les marais et sont retournés à la Seine grâce au processus de phytoremédiation.

### Au Canada
Depuis 1981, le règlement sur l'évacuation et le traitement des eaux usées des 700 000 résidences isolées est en vigueur dans toutes les municipalités du Québec. En 2005, le gouvernement du Québec a resserré ses lois afin d'éviter la contamination des régions protégées.

### Méthode de fonctionnement
La décantation consiste à faire se déposer les plus gros éléments au fond du bassin.